# Facundo Pellistri
Facundo Pellistri Rebollo (ur. 20 grudnia 2001 w Montevideo) – urugwajski piłkarz występujący na pozycji skrzydłowego w Panathinaikosie oraz w reprezentacji Urugwaju. Brązowy medalista Copa América 2024. Uczestnik Mistrzostw Świata 2022. Posiada również obywatelstwo hiszpańskie.

## Kariera klubowa
Pellistri był członkiem akademii dwóch urugwajskich klubów  River Plate Montevideo i Peñarol. W Peñarol zadebiutował 19 sierpnia 2019 roku w zremisowanym 2:2 meczu przeciwko Defensor Sporting. Pierwszą bramkę dla klubu strzelił 6 listopada 2019 roku w wygranym 3:1 meczu przeciwko CA Cerro. 
5 października 2020 roku podpisał pięcioletni kontrakt z opcją przedłużenia o kolejny rok z Manchesterem United. 
31 stycznia udał się na półroczne wypożyczenie do Deportivo Alavés. Urugwajczyk na wypożyczeniu w hiszpańskim klubie zadebiutował w przegranym 0:4 meczu ligowym z Realem Sociedad. 5 sierpnia 2021 roku ponownie został wypożyczony do Deportivo Alavés.
W Manchesterze United zadebiutował 10 stycznia 2023 roku w wygranym 3:0 meczu przeciwko Charlton Athletic, zmieniając w 84 minucie spotkania Anthony'ego Elangę.
1 lutego 2024 roku udał się na półroczne wypożyczenie do Granady.
21 sierpnia 2024 roku podpisał czteroletni kontrakt z Panathinaikosem.

## Kariera reprezentacyjna
W reprezentacji Urugwaju zadebiutował 28 stycznia 2022 roku w wygranym 0:1 meczu przeciwko reprezentacji Paragwaju, zostając zmienionym w 70 minucie spotkania przez Agustína Canobbio.

## Statystyki
(aktualne na dzień 21 sierpnia 2024)
| Klub                    | Sezon              | Liga                      | Liga  | Liga   | Puchar krajowy | Puchar krajowy | Puchar ligi | Puchar ligi | Kontynentalne | Kontynentalne | Inne  | Inne   | Suma  | Suma   |
| Klub                    | Sezon              | Liga                      | Mecze | Bramki | Mecze          | Bramki         | Mecze       | Bramki      | Mecze         | Bramki        | Mecze | Bramki | Mecze | Bramki |
| ----------------------- | ------------------ | ------------------------- | ----- | ------ | -------------- | -------------- | ----------- | ----------- | ------------- | ------------- | ----- | ------ | ----- | ------ |
| Peñarol                 | 2019               | Primera División Uruguaya | 18    | 1      | 0              | 0              | –           | –           | 0             | 0             | 2     | 0      | 20    | 1      |
| Peñarol                 | 2020               | Primera División Uruguaya | 12    | 0      | 0              | 0              | –           | –           | 5             | 1             | –     | –      | 17    | 1      |
| Manchester United       | 2020/21            | Premier League            | 0     | 0      | 0              | 0              | 0           | 0           | 0             | 0             | –     | –      | 0     | 0      |
| Deportivo Alavés (wyp.) | 2020/21            | Primera División          | 12    | 0      | 0              | 0              | –           | –           | –             | –             | –     | –      | 12    | 0      |
| Deportivo Alavés (wyp.) | 2021/22            | Primera División          | 21    | 0      | 2              | 0              | –           | –           | –             | –             | –     | –      | 23    | 0      |
| Manchester United       | 2022/23            | Premier League            | 4     | 0      | 1              | 0              | 2           | 0           | 3             | 0             | –     | –      | 10    | 0      |
| Manchester United       | 2023/24            | Premier League            | 9     | 0      | 1              | 0              | 1           | 0           | 3             | 0             | –     | –      | 14    | 0      |
| Granada CF (wyp.)       | 2023/24            | Primera División          | 15    | 2      | –              | –              | –           | –           | –             | –             | –     | –      | 15    | 2      |
| Manchester United       | 2024/25            | Premier League            | 0     | 0      | 0              | 0              | 0           | 0           | 0             | 0             | 1     | 0      | 1     | 0      |
| Panathinaikos AO        | 2024/25            | Superleague Ellada        | 0     | 0      | 0              | 0              | –           | –           | 0             | 0             | –     | –      | 0     | 0      |
| Ogólnie w karierze      | Ogólnie w karierze | Ogólnie w karierze        | 91    | 3      | 4              | 0              | 3           | 0           | 11            | 1             | 3     | 0      | 112   | 4      |

## Sukcesy
Manchester United
- Puchar Ligi: 2022/2023